# Kazimierz Lubomirski (1813-1871)
Kazimierz Anastazy Karol Lubomirski (né le 17 février 1813 à Czerniejowice - mort le 29 juin 1871 à Lemberg), prince de la famille Lubomirski. Compositeur, auteur de nombreuses chansons populaires.

## Biographie
Il est le fils du prince Fryderyk Wilhelm Lubomirski (1779-1848) et de Franciszka Załuska. Son enfance est marquée par la séparation de ses parents. Il montre très tôt un certain talent pour la musique. Il voyage à travers l'Europe et établi de nombreux contacts avec des artistes éminents.

## Mariage et descendance
Il épouse Zeneida Hołyńska. Ils ont pour enfants:
- Stanisław Michał Lubomirski (1838-?)
- Maria Lubimorska (1847-1930), épouse de René Lannes de Montebello

## Sources
- (pl) Cet article est partiellement ou en totalité issu de l’article de Wikipédia en polonais intitulé « Kazimierz Lubomirski » (voir la liste des auteurs).